# Cnicothamnus
Cnicothamnus  es un género  de plantas con flores pertenecientes a la familia de las asteráceas. Comprende 3 especies descritas y de estas, solo 2 aceptadas.

## Taxonomía
El género fue descrito por August Heinrich Rudolf Grisebach y publicado en Abhandlungen der Königlichen Gesellschaft der Wissenschaften zu Göttingen 19: 196. 1874. La especie tipo es Cnicothamnus lorentzii Griseb. 

## Especies
A continuación se brinda un listado de las especies del género Cnicothamnus aceptadas hasta julio de 2012, ordenadas alfabéticamente. Para cada una se indica el nombre binomial seguido del autor, abreviado según las convenciones y usos.
- Cnicothamnus azafran (Cabrera) Cabrera
- Cnicothamnus lorentzii Griseb.